# Vera Zouroff
Zoila Esmeralda Zenteno Urízar -conocida por su seudónimo literario Vera Zouroff o como Esmeralda Zenteno de León del Río en el ámbito social- (Antofagasta, 18 de julio de 1880-1967) fue una editora, escritora feminista, novelista y corresponsal chilena.

## Biografía
Nació en la ciudad de Antofagasta, el 18 de julio de 1880; sus padres fueron Nicanor Zenteno Uribe y Zoila Urízar Corvera.
Desde muy joven cultivó el gusto por la literatura y las artes escénicas, entre las que se incluyeron el teatro y la poesía; dentro de esta disciplina se le consideró como una de las formadoras más importantes de recitadoras de poesía: formó a María Maluenda, Inés Moreno, Virginia Contardo y Teresa de Oros, entre otras.
Se casó con Arturo León del Río y tuvieron cinco hijos: Arturo, Gustavo,Teresa, Renato y Guillermo.

## Producción literaria
Debutó con la novela Martha en 1916, aunque uno de sus trabajos más conocidos fue ¡Liberación!, que causó controversia a fines de la década de 1920; además, escribió para diversas publicaciones de América Latina y editó las revistas Revista de las Américas y Mujeres de América, que se dedicó a incluir ensayos y artículos relacionados al pensamiento feminista de Hispanoamérica. Precisamente en cuanto a Mujeres de América, se conserva en la Biblioteca Nacional Digital de Chile carta manuscrita enviada a Gabriel Mistral en 1949, agradeciendo su apoyo para la publicación de la revista.
Para algunos autores, su trabajo se puede enmarcar dentro del denominado Feminismo aristocrático, entre las que también se encuentran otras escritoras como Inés Echeverría Bello, María Mercedes Vial, Mariana Cox Méndez, Teresa Wilms Montt, María Luisa Fernández de García Huidobro y Ximena Morla Lynch, entre varias otras. Para otros, su obra se enmarca dentro del grupo de escritoras y ensayistas de orientación feminista liberal como Amanda Labarca, Elvira Santa Cruz Ossa y Delie Rouge.

### Obras
- Martha (Santiago: Impr. Chile, 1916).
- ¡Liberación! (Santiago, 1919).
- México fuera y dentro de sus fronteras (Santiago: Impr. Cisneros, 1932).
- Hollywood (Santiago: Nascimento, 1932).
- Feminismo obrero (Impr. El Esfuerzo, 1933).
- La guerra (Santiago: Impr. Zamora, 1937).
- Devocionario dedicado a celebrar las dieciocho apariciones de la Sna. Virgen en la Gruta de Lourdes (Santiago: Impr. Leblanc, 1939).
- El arte de la declamación: enseñanza y práctica de este arte (Santiago: Editorial Nascimento, 1945).
- El Cenáculo de poesía a sus poetas (Santiago: Ed. Nascimento, 1947).
- O’Higgins : libertador de Chile, gran mariscal del Perú (Lima, 1949).
- Evocaciones del Perú (Santiago: Impr. "Casa Hogar San Francisco", 1949).
- Beatriz Sandoval (novela, Madrid, 1954).